# ノーベル博物館
ノーベル博物館 （ノーベルはくぶつかん、スウェーデン語: Nobelmuseet）は、スウェーデンの首都ストックホルムの旧市街ガムラスタンにあるノーベル賞に関する博物館。
ノーベル賞設立100周年を記念して2001年春に開館した。スウェーデン・アカデミーが入居している旧証券取引所の一部が、ノーベル博物館となっている。ノーベル賞の歴史や、歴代受賞者、創設者アルフレッド・ノーベルに関する資料を館内で見ることができる。館内にはカフェがあり、2001年頃から受賞者が椅子の裏側にサインをすることが知られている。

## ギャラリー

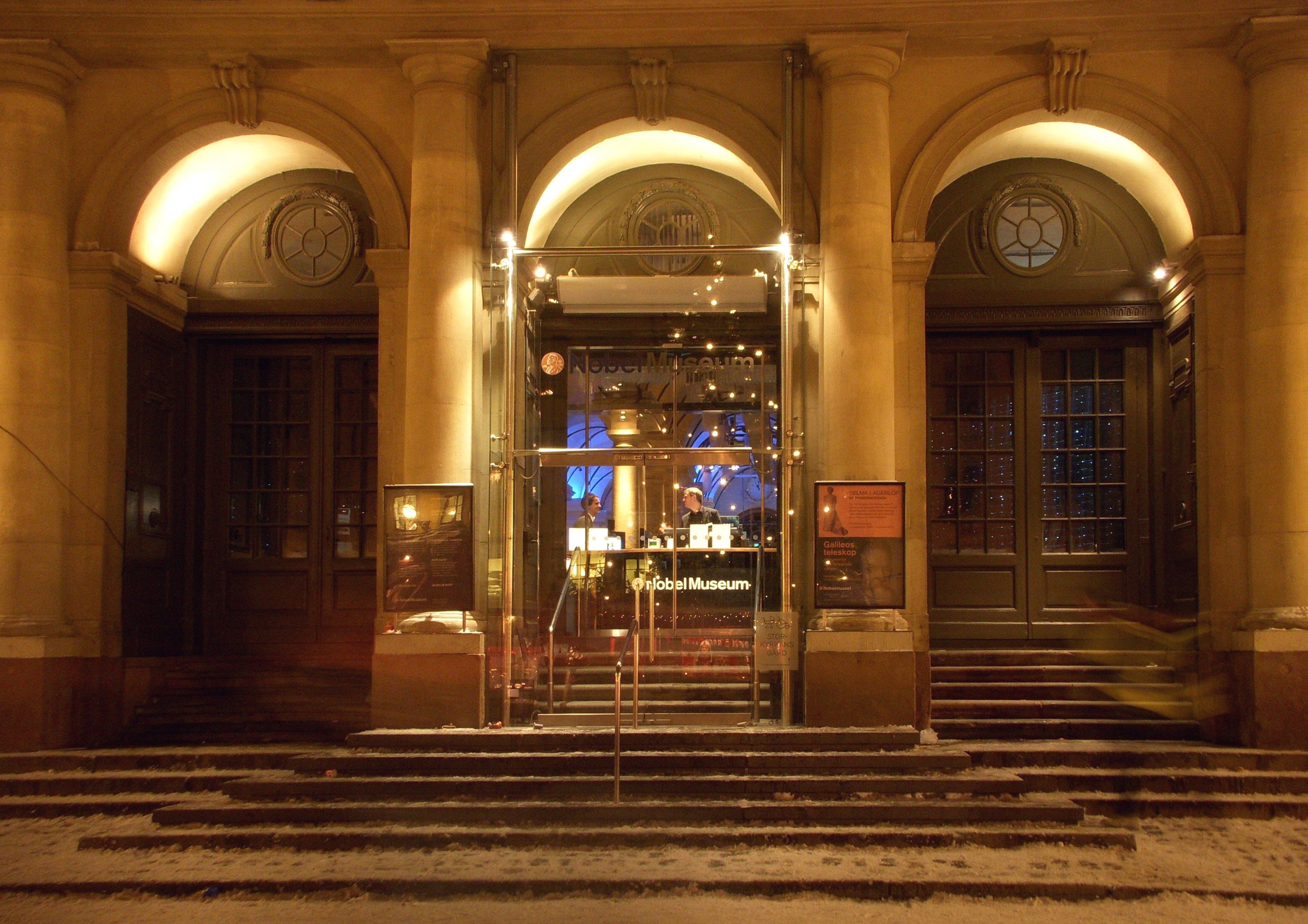
エントランス
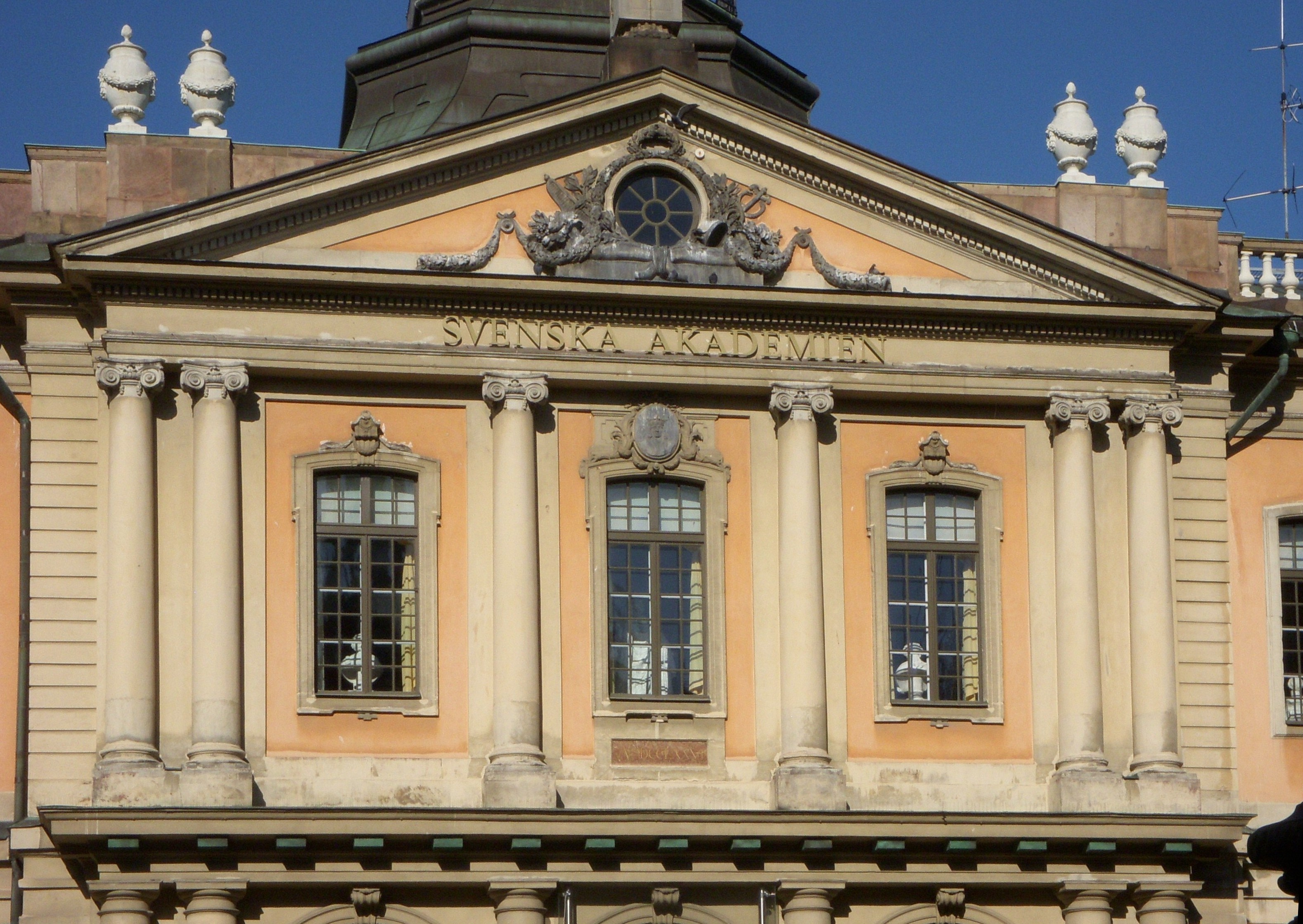
ティンパヌム
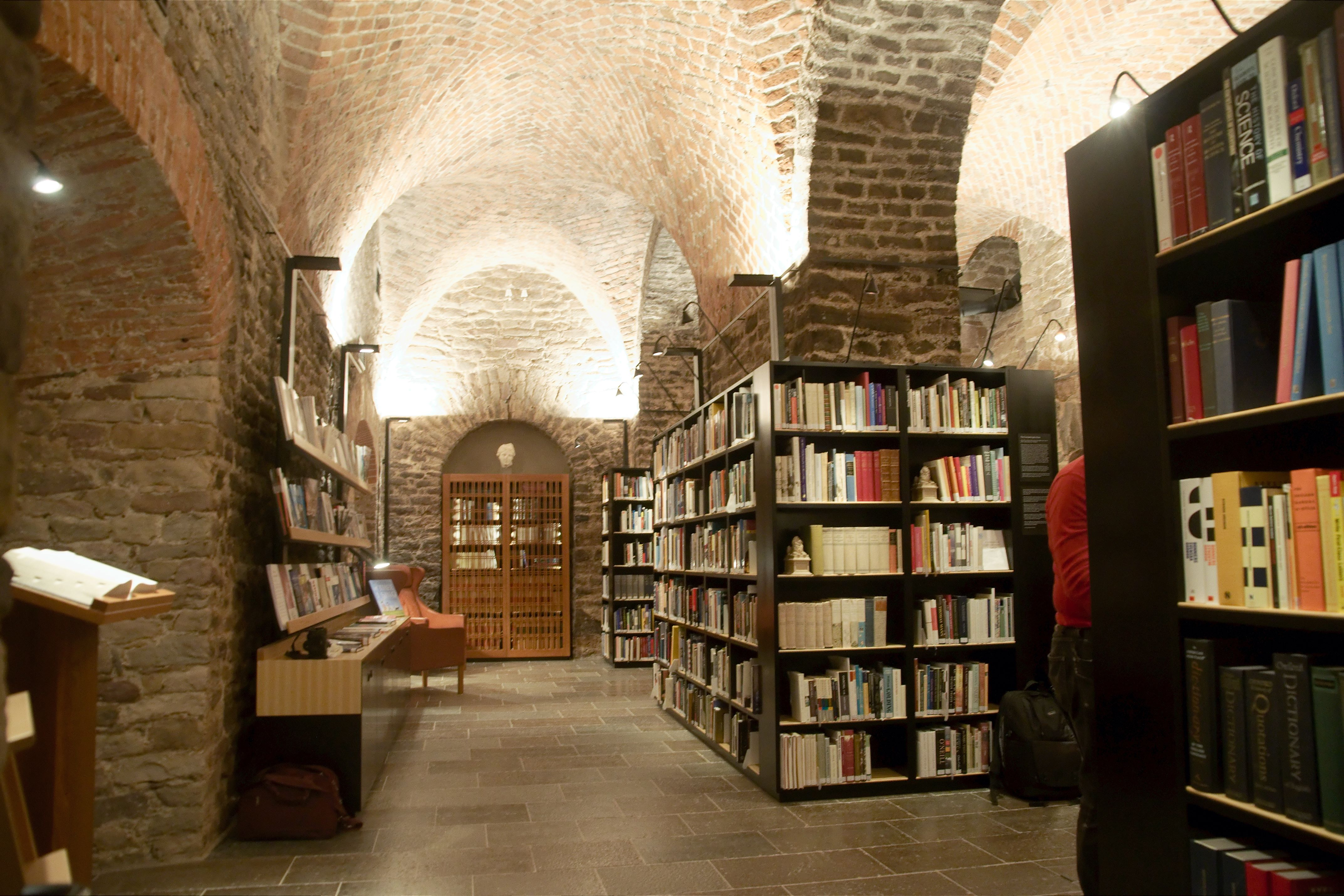
図書館
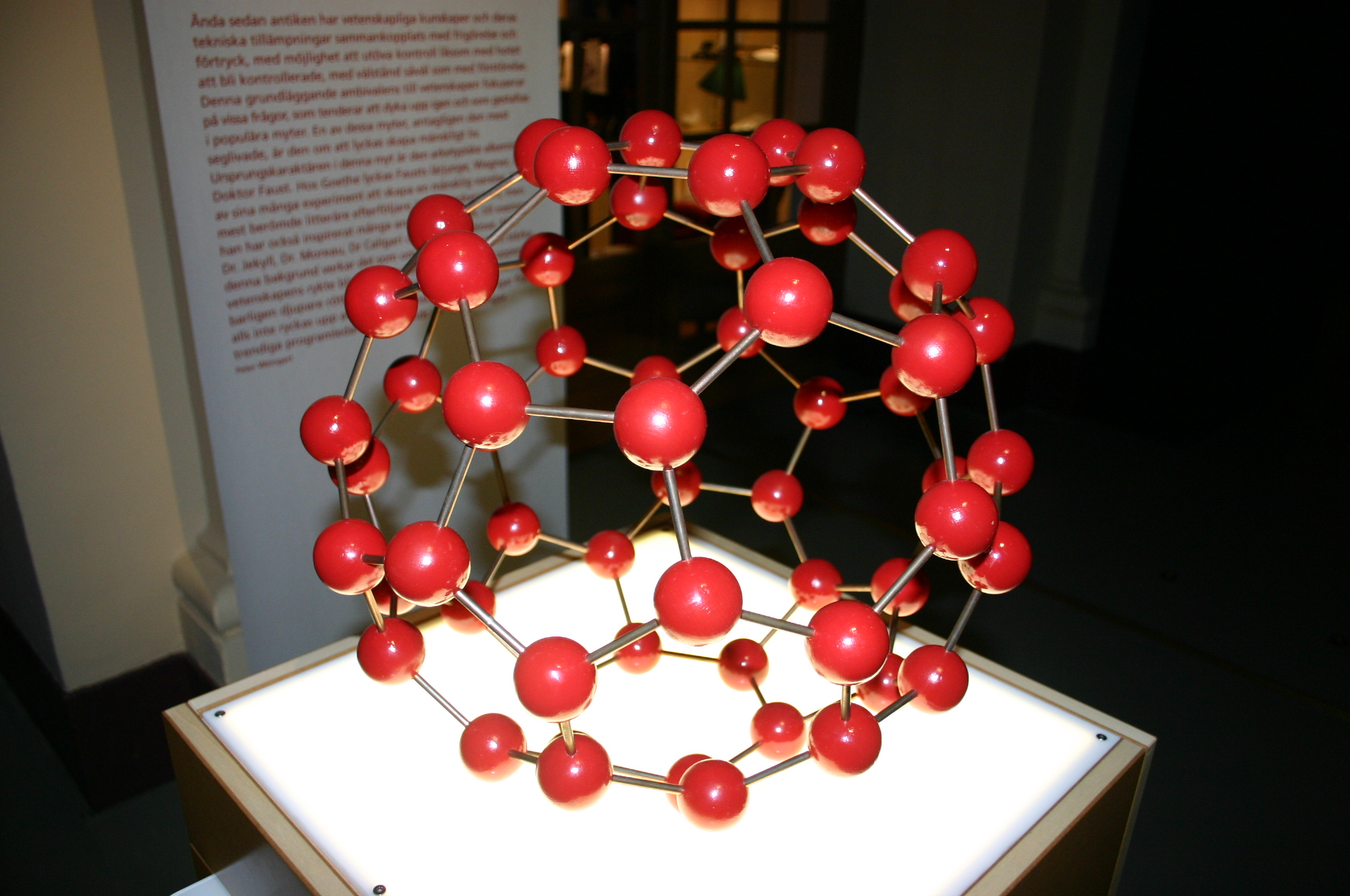
特別展のC60モデル
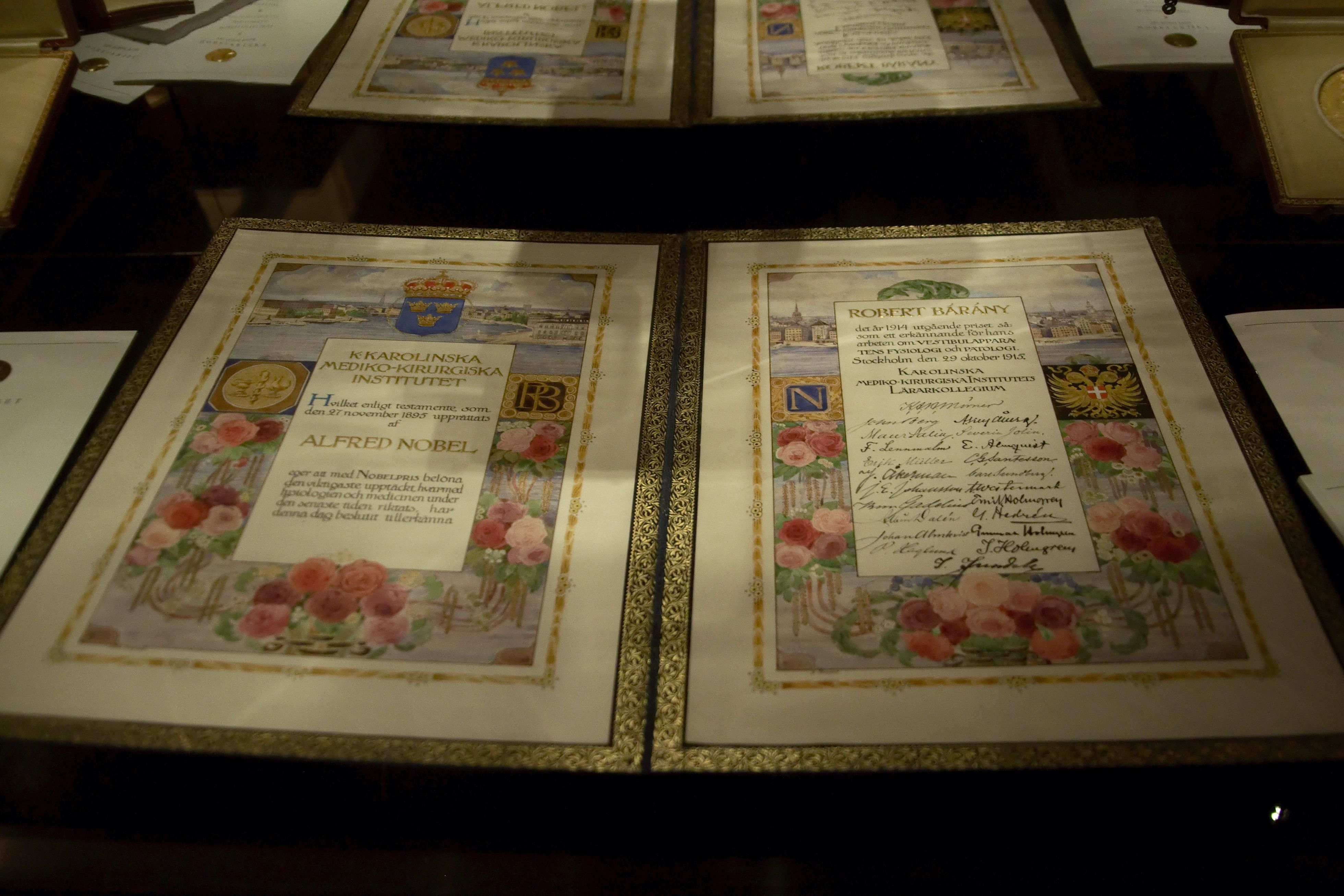
受賞者のディプロマ （ローベルト・バーラーニ）
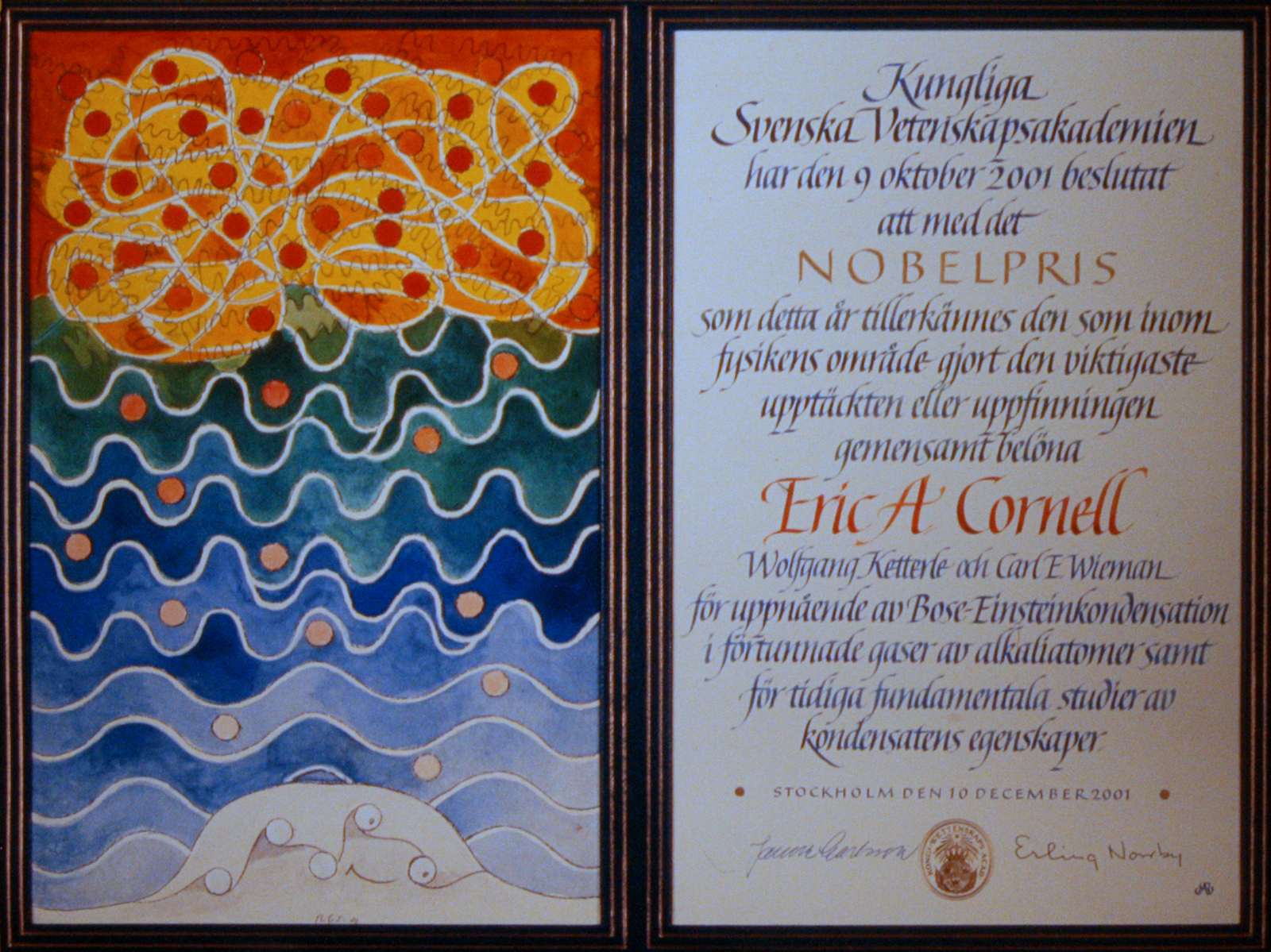
受賞者のディプロマ （エリック・コーネル）